# Hunefer

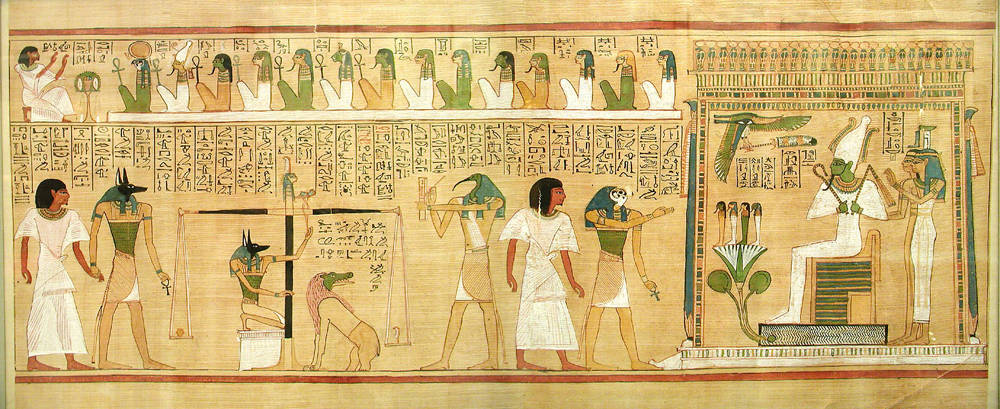
O julgamento de Hunefer no tribunal de Osíris (Papiro de Hunefer).

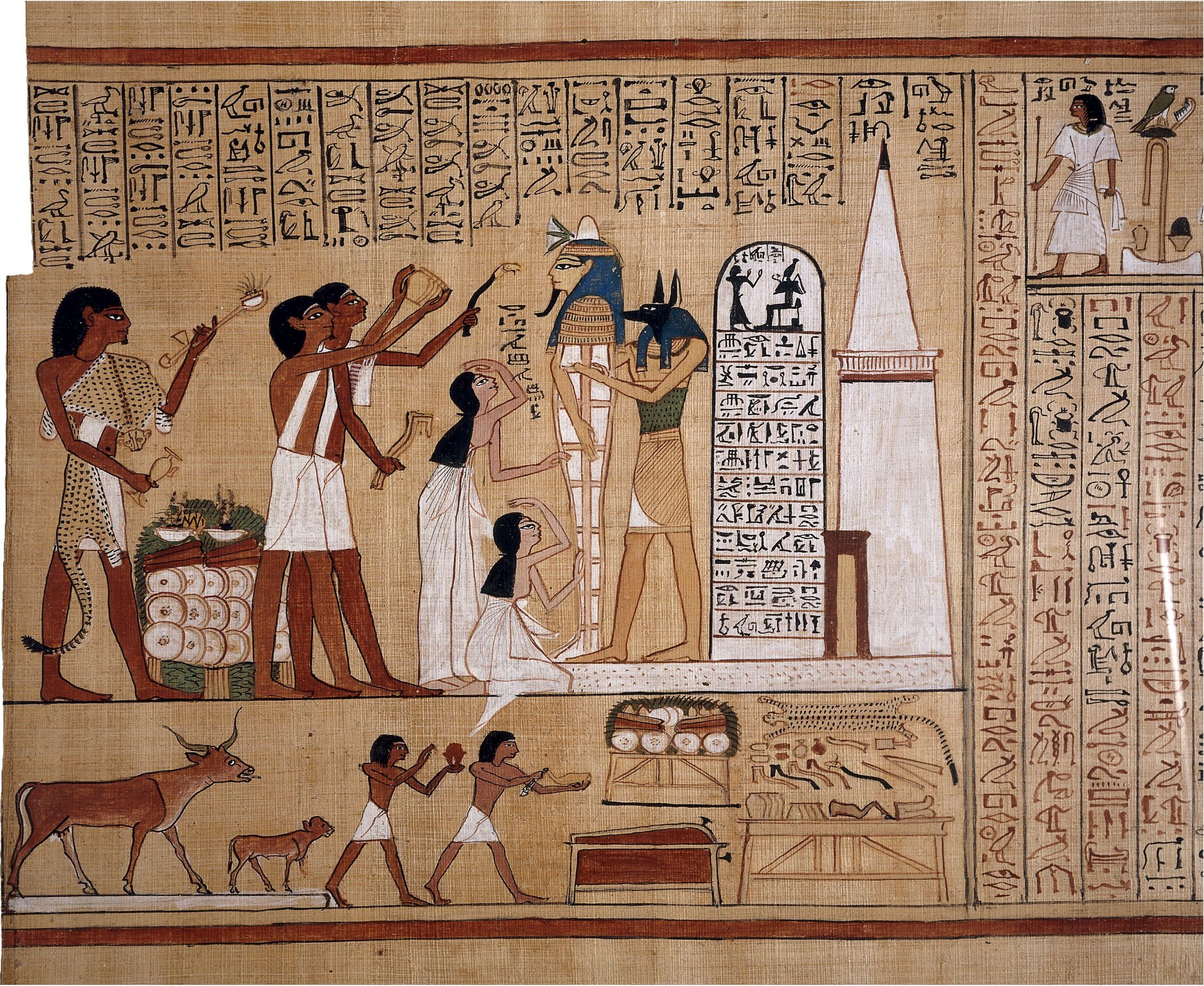
Ilustração do Papiro de Hunefer: a sua múmia, segurada por Anúbis, recebe o ritual da abertura da boca, praticado por sacerdotes.

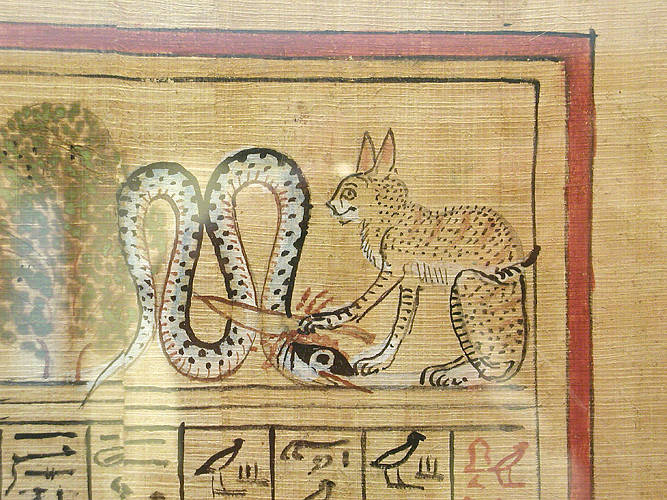
O deus Sol (representado por um felino), corta a cabeça da serpente das trevas com uma faca (detalhe do Papiro de Hunefer).

Hunefer foi um escriba do Antigo Egito.
Viveu em Tebas durante a XIX dinastia egípcia.
A sua cópia do Livro dos Mortos, preparada por volta de 1375 a.C., juntamente com o chamado Papiro de Ani, constitui-se em um exemplo clássico desta obra funerária.